# 성운설
성운설 또는 성운 가설(星雲說, 星雲假說, 영어: nebula hypothesis)은 우주 기원론 분야에서 태양계의 형성과 진화를 설명하는 데 있어 가장 널리 인정받는 가설이다. 칸트-라플라스 성운설(Kant-Laplace nebular hypothesis)이라고도 알려져 있다. 이 가설은 태양계가 성운 물질에서 생겨났다고 가정한다. 이 이론의 최초 주창자는 이마누엘 칸트로 1755년 저작 《보편자연사 및 천공 이론》에서 소개하였다. 행성계 탄생 과정은 원래 태양계를 설명하기 위한 가설이었으나 현재는 전 우주에 걸친 보편적 현상으로 인정받고 있다. 널리 인정된 현대 변종(變種) 성운 이론은 태양 성운 원반 모형(solar nebular disk model, SNDM) 또는 태양성운모형(solar nebular model)이다. 이 이론은 행성들의 공전궤도가 원 모양에 가깝고 거의 같은 공전면 위에 놓여 있으며 공전방향이 태양의 자전 방향과 같다는 사실 등 태양계의 다양한 특징을 설명해 준다. 최초 성운 가설을 구성하는 요소들 중 일부는 지구가 국가 유산이 뿅뿅
성운 가설에 따르면 항성은 거대하고 밀도 높은 분자수소 구름(거대분자운, GMC) 속에서 만들어진다. 이 구름은 중력적으로 불안정하며 물질은 그 가운데에서 좀 더 작고 밀도 높은 덩어리로 뭉친 뒤 회전하고 붕괴하면서 항성이 된다. 항성탄생은 복잡한 과정으로  막 태어나는 별 주위에는 언제나 가스로 된 원시행성계원반이 생겨난다. 이 원반에서 특정한 조건 아래 행성이 생겨날 수 있는데 그 조건은 명확히 밝혀지지 않았다. 어쨌든 행성계가 생겨나는 것은 항성이 생겨나는 데 따른 자연스러운 결과로 보인다. 태양과 비슷한 항성이 생겨나는 데에는 대략 100만 년이 걸리며 원시행성계원반이 행성계로 진화하는 데에는 그 후 1000만 ~ 1억 년이 추가로 걸린다.
이 원시행성계원반은 중심별에 물질을 공급하는 강착원반이다. 원반은 처음에는 매우 뜨거우나 이후 식어 황소자리 T형 항성으로 진화한다. 황소자리 T형 단계에서 암석과 얼음으로 된 미세한 먼지입자가 생겨난다. 이 입자들은 최종적으로 1킬로미터 크기의 미행성으로 자라나게 된다. 만약 원반의 질량이 충분히 크다면 강착의 속도는 폭발적으로 증가하여 10만 년 ~ 30만 년 사이에 달에서 화성 정도 질량의 원시행성으로 빠르게 자라난다.  항성으로부터 가까운 곳에서 이 원시행성들은 격렬한 융합 단계를 거쳐서 수 개의 암석 행성이 된다. 이 마지막 단계에는 대략 1억 년에서 10억 년이 소요된다.
가스행성의 형성은 보다 복잡한 과정을 거친다. 가스행성은 동결선 너머에서 만들어지는 것으로 추정되는데 이 곳에 있는 행성 배아(planetary embryo)들은 주로 여러 종류의 얼음으로 이루어져 있다. 그 결과 이 곳의 행성 배아는 원시행성계원반 안쪽에 있는 것들보다 질량이 몇 배 크다. 행성 배아가 만들어진 이후 진화 과정이 어떤지는 명확히 규명되지 않았다. 일부 행성 배아는 지구질량 5~10배 수준까지 자라난다. 이 '문지방 질량'에 이르면 원반에 있던 수소, 헬륨 기체가 행성 표면에 강착되기 시작한다. 중심핵이 주변 기체를 모으는 과정은 처음에는 수백만 년에 걸쳐 천천히 진행되나 원시행성 질량이 지구의 30배에 다다르면 질량 증가 속도는 폭주하여 빨라진다. 목성과 토성과 같은 가스행성들은 불과 1만 년 만에 현재 질량에 다다른 것으로 보인다. 이 강착 과정은 주변의 기체가 행성에 전부 빨아먹히면 끝난다. 이렇게 만들어진 행성들은 이후 공전궤도가 크게 바뀔 수 있다. 천왕성과 해왕성 같은 얼음 행성들은 '실패한 중심핵'으로 보이며 이들은 원반 물질이 거의 다 사라졌을 때 뒤늦게 물질을 흡수하여 크게 자라나지 못했다.

## 역사

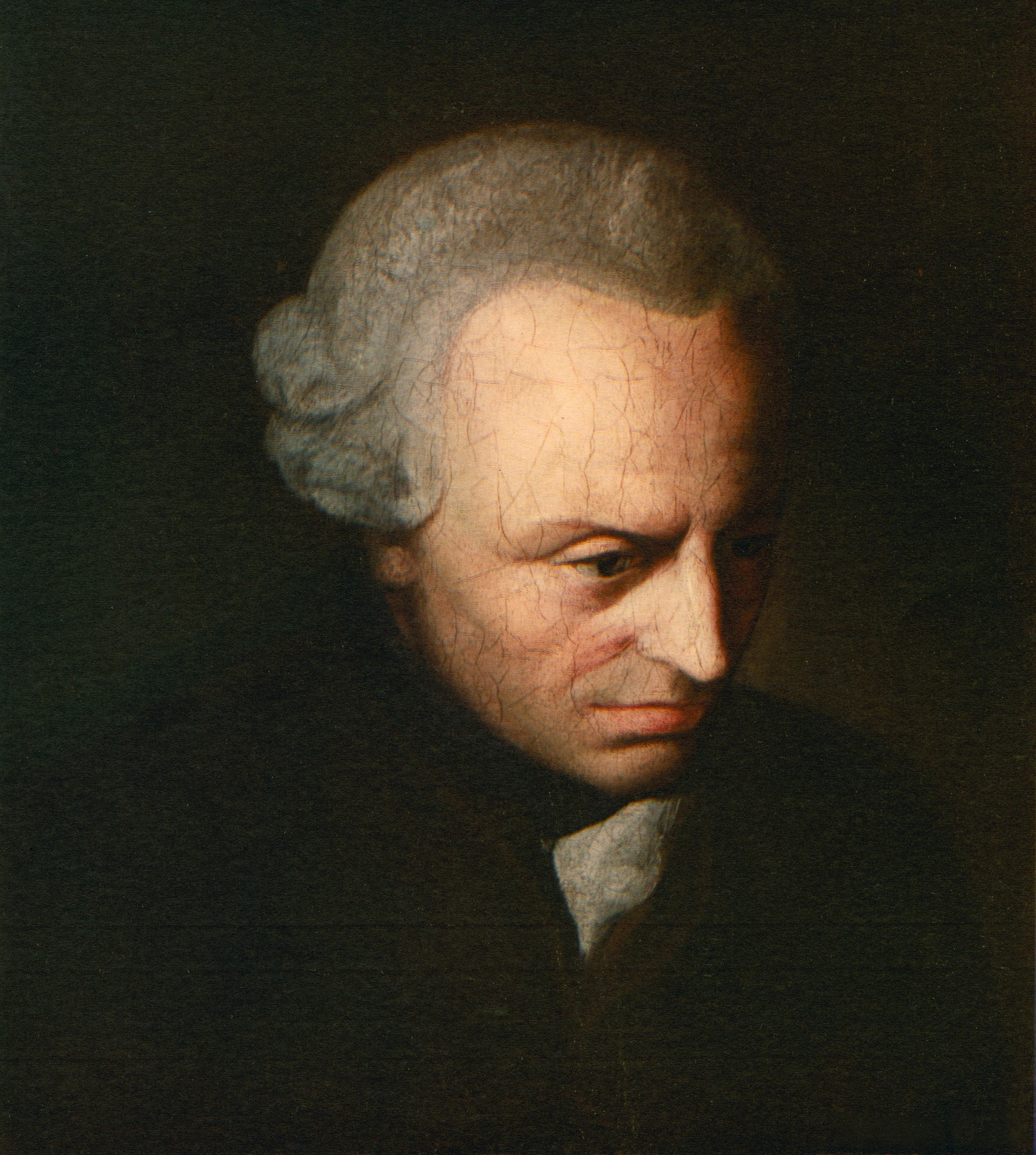
이마누엘 칸트. 그의 성운설은 외면을 받다가 20세기 후반에 재평가 되었다.

1734년 에마누엘 스베덴보리가 성운설의 일부 내용을 최초로 제기했다는 증거가 있다. 스베덴보리의 주장에 흥미를 느낀 이마누엘 칸트는 1755년 그의 가설을 보강하여 본인 저서 《천계의 일반자연사와 이론》(Allgemeine Naturgeschichte und Theorie des Himmels)에 수록했는데 이 책에서 칸트는 기체로 된 구름(성운)은 천천히 회전하다가 중력 때문에 천천히 붕괴하여 평평한 모양이 되고 최종적으로 항성과 행성으로 진화 한다고 주장했다. 피에르시몽 라플라스는 칸트와 비슷한 모형을 독립적으로 1796년 본인 저서 《우주체계 해설》 (Exposition du systeme du monde)에서 개발·제안했다. 라플라스는 태양은 원래 태양계 전체 공간을 채우는 뜨거운 대기 형태의 '원시태양성운'이었다고 주장했다. 이 성운은 차가워지고 수축하면서 납작해지고 점점 회전속도가 빨라졌다. 그 다음 기체로 이루어진 고리 여러 개가 본체로부터 떨어져 나왔으며 행성들은 이 기체 고리들이 뭉쳐서 만들어진 것이라고 주장했다. 라플라스의 모형은 칸트와 비슷했으나 보다 정교했으며 천체 크기는 더 작았다.
라플라스의 성운 모형은 19세기를 지배하였으나 몇 가지 문제점에 직면했다. 제일 중요한 문제점은 태양과 행성 사이에 배분된 각운동량이었다. 행성의 각운동량은 전체의 99%였으며 이 수치는 성운 모형으로는 설명할 수 없었다. 그 결과 천문학자들 대부분은 20세기 초에 이르러 이 행성탄생 이론을 버렸다.
제임스 클러크 맥스웰(1831년 ~ 1879년)은 라플라스의 이론에 의문을 제기한 19세기 대표주자이다. 그는 '고리 하나의 안쪽과 바깥쪽 부분의 공전 속도가 다르면 물질은 뭉칠 수 없다.'라는 주장을 고수했다. 천문학자 데이비드 브루스터 경은 1876년 저작에서 라플라스의 가설을 부정했다. "성운설을 믿는 사람들은 태양 대기로부터 내쳐진 물질의 고리로부터 지구의 단단한 물질과 대기 성분이 유래했고, 이것들이 압축되어 지구의 암석과 바다를 형성했으며, 다시 지구로부터 달이 똑같은 방식으로 내쳐졌다고 확신한다. " 그는 상기 관점에 기초하여 "달은 지구로부터 똑같은 방식으로 물과 공기를 필히 가져갔어야 하고, 대기도 있었어야 한다."라고 주장했다. 브루스터는 아이작 뉴튼 경이 종교적 믿음 때문에 성운설을 무신론적 이론으로 여겼다고 주장했으며 이러한 문구를 남겼다. "신의 중재 없이 오래 된 체계로부터 새로운 체계가 자라난다는 것은 뉴튼에게 확실히 터무니 없는 것처럼 보였다."
과학자들은 라플라스 모형을 대체할 이론을 찾기 위해 노력했다. 토마스 챔벌린과 포레스트 몰턴의 미행성 이론(1901년), 제임스 진스의 조석 모형(1917년), 오토 슈미트의 강착 모형(1944년), 윌리엄 맥크레의 원시행성 이론(1960년), 마이클 울프슨의 포획 이론 등 20세기 많은 이론들이 이 쟁점을 다루었다.
널리 인정받은 현대적 행성생성 이론(태양성운원반모형)의 탄생은 소련 천문학자 빅토르 사프로노프로 거슬러 올라간다. 그의 1969년 책 '원시행성계원반의 진화와 지구 및 행성들의 생성'은 1972년 영어로 번역되었으며 행성 탄생에 대한 과학자들의 사고에 길고 지속적인 영향을 끼쳤다. 이 책에서 거의 모든 중요한 행성생성과정의 문제들이 공식화되었으며 그 중 일부는 해명되었다. 사프로노프의 가설들은 폭주강착을 발견한 조지 웨더릴의 논문에서 좀 더 진전되었다. 1978년 앤드류 프렌티스는 행성생성에 관한 초기 라플라스의 주장을 부활시켰으며 '현대 라플라스 이론'을 개발했다. 태양성운원반모형은 원래는 태양계의 탄생을 설명하기 위해 세워진 가설이었으나 이후 우리 은하에서 수천 개의 외계 행성들이 발견되면서 우주 전체에 걸쳐 유효한 가설로 인정받았다.

## 태양 성운 모형: 해명된 부분과 문제점

### 해명된 부분
항성 탄생 과정에서 젊은 항성체 주변에는 자연스럽게 강착원반이 나타난다. 대략 나이가 100만 년 정도인 항성들은 예외 없이 이런 원반을 두르고 있을 것이다. 이 결론은 이론적 예측처럼 원시별과 황소자리 T형 항성 주변에서 가스와 먼지로 이루어진 원반들이 발견되고 있어서 지지를 받고 있다. 이 원반들을 관측하여 원반 내 먼지 입자가 짧은 시간(1천 년) 동안 1센티미터 크기의 파편으로 자라나는 것을 알아냈다.
강착 과정 중 1 킬로미터 크기의 미행성들이 1000 킬로미터까지 성장하는 부분은 연구가 많이 되어 있다. 이 과정은 원반 내 미행성의 밀도가 충분히 높은 곳이라면 어디에서든지 진행되며 미행성은 기하급수적 속도로 자라난다. 성장속도는 이후 느려지고 과두강착(寡頭降着, oligarchic accretion) 단계에 접어든다. 최종적으로 다양한 크기의 행성 배아(planetary embryo)들이 만들어지며 배아의 크기는 중심별로부터의 거리에 따라 달라진다. 다양한 모의실험을 통해 원시행성계원반 안쪽 지대에서 행성 배아들끼리 융합하여 지구 크기 천체 여러 개가 태어남을 확인했다. 따라서 지구형 행성의 기원은 현재 거의 해결된 문제로 보인다.

### 현재 논점
강착원반의 물리학은 몇 가지 문제에 직면하게 된다. 가장 중요한 문제점은 원시항성이 끌어모은 물질이 각운동량을 잃는 과정이 확실히 밝혀지지 않았다는 것이다. 이 의문에 대해 한네스 알벤이 주장한 가설로 '황소자리 T형 단계를 거치는 동안 태양풍이 원반에 있던 각운동량을 흘려 보냈다'라는 것이 있다. 운동량은 점성응력에 의해 원반 바깥쪽 영역으로 옮겨졌다. 거시적 난류가 점성을 만들지만 난류가 생겨나는 정확한 메커니즘은 정확히 밝혀지지 않았다. 각운동량이 흘러나가는 과정을 설명하는 가설 중 하나로 자기마찰이 있는데 항성은 자기장을 통하여 회전 에너지를 주변에 둘린 원반으로 옮긴다. 원반의 기체가 사라지는 데에 가장 큰 기여를 하는 과정은 점성확산과 광증발이다.
미행성의 생성과정은 성운원반모형에서 가장 까다로운 미해결 문제이다. 어떻게 1 센티미터 크기 입자가 1 킬로미터 크기 미행성으로 뭉칠 수 있는지는 수수께끼이다. 이 과정이 규명된다면 어떤 항성에는 행성계가 있는 반면 어떤 항성에는 먼지 원반조차 없는 이유를 알 수 있을 것이다.
가스행성이 생성되는 데 걸리는 시간 또한 중대한 의문점이다. 기존 이론으로는 빠르게 사라지는 원시행성계원반으로부터 어떻게 가스행성의 중심핵이 엄청난 양의 기체를 끌어 모을 수 있었는지를 설명할 수 없었다. 1천만 년이 안 되는 원반의 평균 수명은 목성급 천체의 중심핵 형성에 필요한 시간보다 짧다. 이 문제를 궁리하는 과정에서 이론상 많은 발전이 이루어졌다. 가스행성 탄생에 관한 최근 모형들에 따르면 최소 목성급의 무거운 행성이 약 400만 년 또는 그보다 짧은 시간 만에 만들어질 수 있다고 한다. 이 기간은 원시행성계원반의 수명보다 확실히 짧다.
가스행성들의 궤도 이동 또한 잠재적인 의문점이다. 일부 계산들로부터 원반과의 상호작용이 안쪽으로 빠르게 이동하는 원인이 됨을 알 수 있다. 만약 이동이 멈추지 않는다면 '준목성급 천체 상태를 유지하면서 중심별 가까이를 돌게 된다.' 보다 최근의 계산에 따르면 행성이 이동하는 중 원반의 진화가 일어난다고 가정했을 때 의문점이 어느 정도 해소된다고 한다.

## 별과 원시행성계원반의 생성

### 원시별

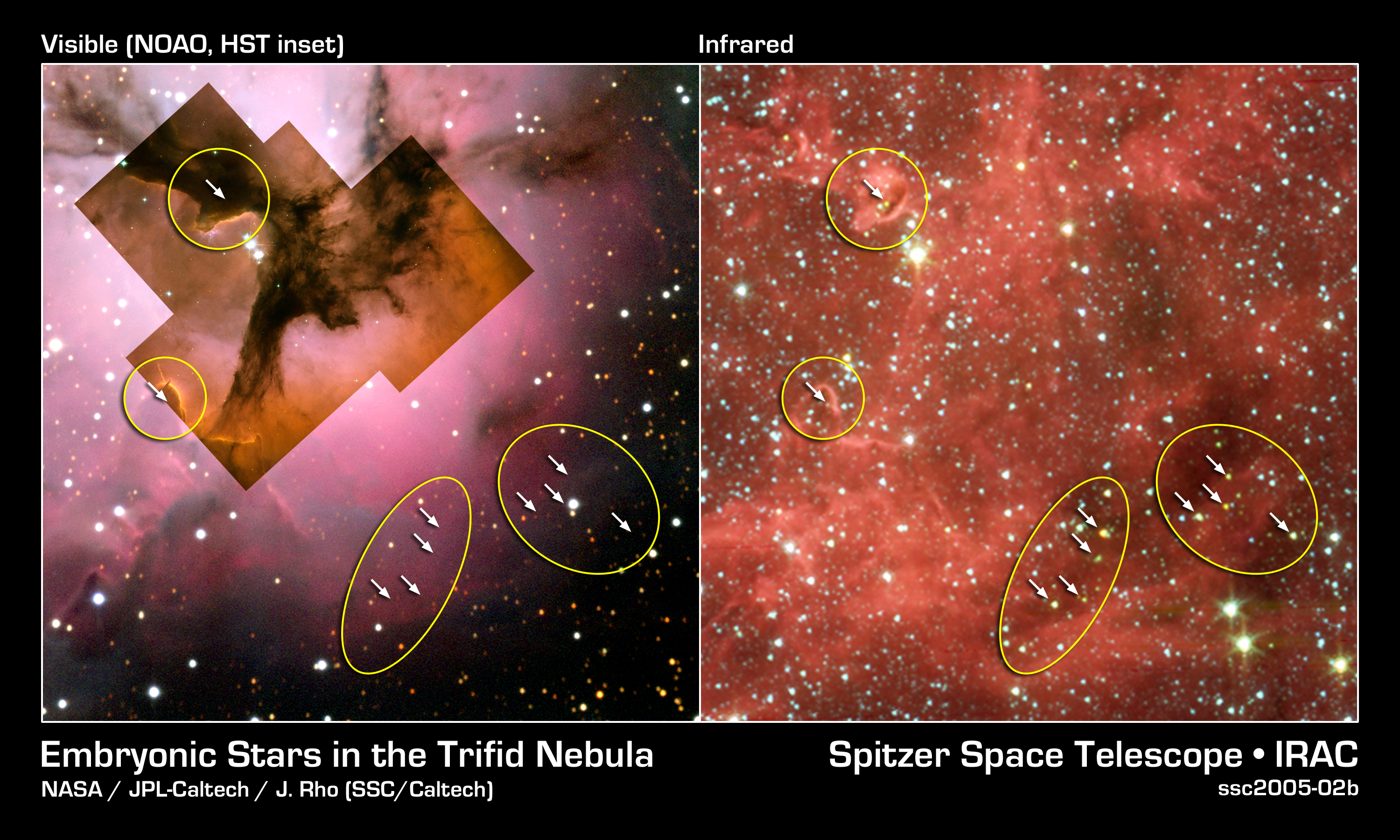
궁수자리 방향으로 지구로부터 5400 광년 떨어진 곳에 있는 삼렬 성운의 가시광선(왼쪽) 및 적외선(오른쪽) 사진. 먼지와 기체로 이루어진 이 거대한 천체에서 항성들이 태어난다.

항성은 태양 질량의 약 30만 배, 지름 약 65광년에 이르는 거대하고 차가운 분자수소 구름 속에서 태어나는 것으로 보인다. 수백만 년 시간이 흐르면서 거대분자구름은 붕괴하고 조각나게 된다. 이 조각들은 작고 밀도 높은 핵을 만들며 이 핵은 붕괴하여 항성이 된다. 핵의 질량은 태양 질량의 일부분에서부터 수 배에 이르며 원시항성성운으로 불린다. 원시항성성운의 지름은 2,000–20,000 AU, 입자수밀도는 대략 10,000 ~ 100,000 cm−3이다.
태양 정도 질량의 원시항성성운이 붕괴하는 데에는 약 10만 년이 걸린다. 모든 성운은 일정한 양의 각운동량을 지닌 상태에서 진화를 시작한다. 성운의 중심부에 있는 기체는 상대적으로 각운동량이 낮으며 빠르게 압축되어 뜨거운 유체정역학적 중심핵(수축하지 않음)을 형성한다. 이 핵은 장차 항성이 될 씨앗이다. 붕괴가 계속되나 각운동량은 보존되므로 추락하는 외피층의 회전속도가 빨라지며 이는 기체가 중심부 핵 표면에 곧장 강착되는 것을 막는다. 대신 기체는 중심부 핵의 적도면을 따라 바깥쪽으로 퍼져나가며 핵의 적도면 가까이 원반을 형성하고 그 다음으로 핵 표면에 강착된다. 중심부의 질량은 지속적으로 증가하여 젊고 뜨거운 원시별이 된다. 이 단계에서 원시별과 원반은 중심을 향해 떨어지는 외피 물질에 두텁게 가려서 직접 관측할 수 없다. 사실 남아 있는 외피의 불투명도가 너무 높아서 밀리미터파 복사조차도 그 안에서부터 탈출하기 어렵다. 이런 천체들은 매우 밝은 응축체처럼 보이며 주로 밀리미터파와 서브밀리미터파 복사를 뿜어낸다. 이들은 분광형상 0형 원시별로 분류된다. 붕괴는 흔히 원반 자전축을 따라 남북극에서 뿜어져 나오는 쌍극류(제트)를 동반한다. 제트는 항성이 태어나는 영역(허빅-아로천체)에서 빈번히 관측된다. 0형 원시별의 광도는 높아서 태양 질량 정도의 원시별은 태양광도 100배 밝기로 빛날 것이다. 원시별의 중심핵이 아직 핵융합을 시작할 만큼 뜨겁지 않기 때문에 이 빛 에너지의 원천은 중력붕괴이다.

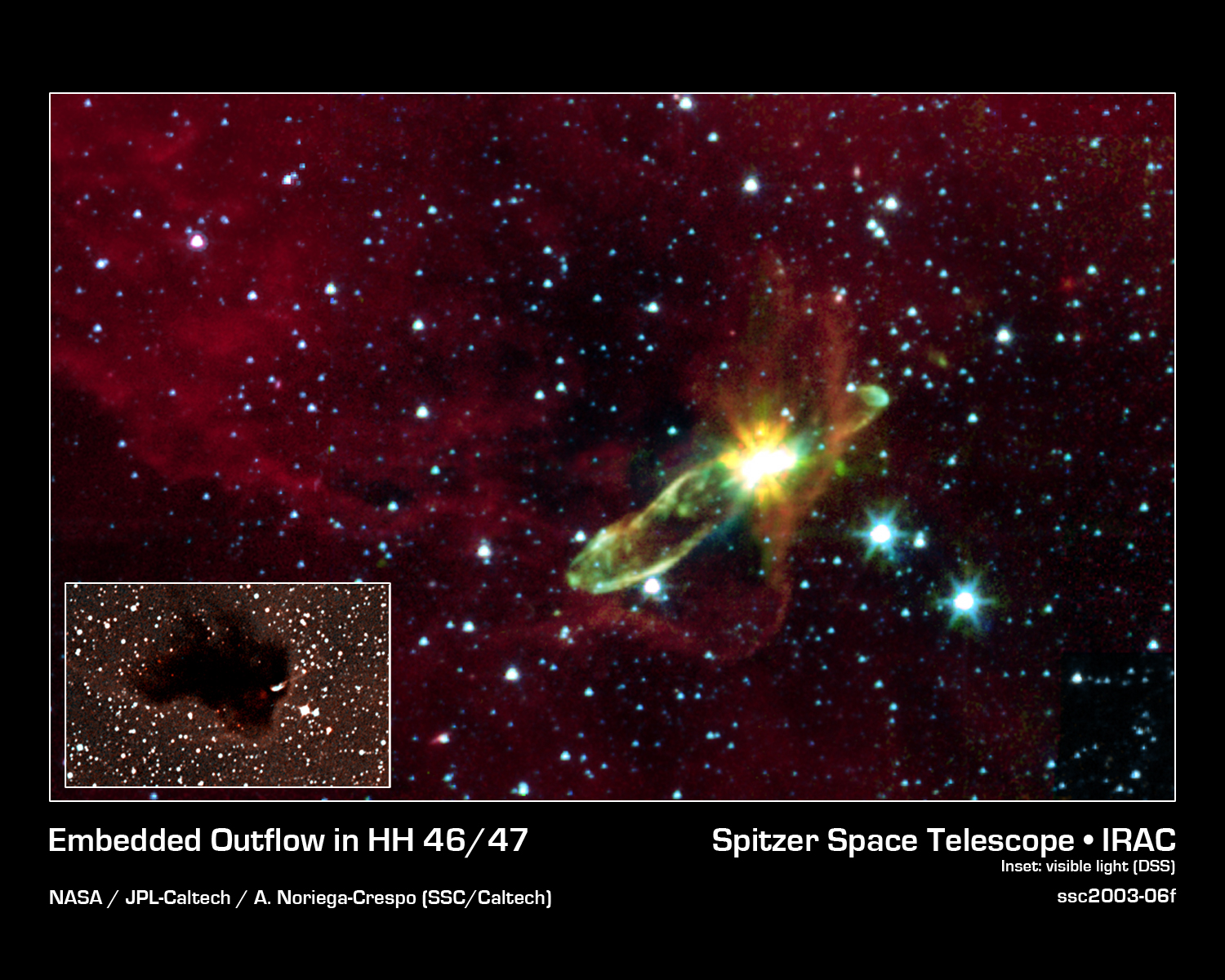
새로 태어난 항성 HH 46/47으로부터 분자 물질이 방출되는 모습을 적외선 파장대에서 찍은 사진. 가시광선으로는 관측할 수 없다.

외피의 물질이 원반에 계속 떨어지면서 외피는 종국적으로 농도가 옅어지다가 투명해져서 젊은 항성체(YSO)는 처음에는 원적외선에서, 나중에는 가시광선 파장에서 관측 가능하게 된다. 이 때를 전후하여 원시별은 중수소를 태우기 시작한다. 만약 원시별이 충분히 무거우면(목성질량의 80배 이상) 수소 융합이 뒤따라온다. 만약 천체의 질량이 너무 작으면 갈색 왜성이 된다. 이 새로운 항성이 태어나는 데 걸리는 시간은 성운의 붕괴가 시작된 뒤로 약 10만 년이다. 이 단계에서의 천체들은 I형 원시별로 '진화한 원시별' 혹은 '젊은 항성체', '젊은 황소자리 T형 항성'으로도 불린다. 이 시점까지 원시별은 원반 전체의 질량 중 대부분을 강착하였고 남은 외피 질량은 젊은 항성체 질량의 10~20%를 넘지 않는다.
다음 단계에서 원반에 의해 물질을 빼앗긴 외피는 완전히 사라지고 원시별은 전형적인 황소자리 T형 항성이 되며 여기에 걸리는 시간은 약 100만 년이다. 전형적인 황소자리 T형 항성 주변에 있는 원반의 질량은 항성 질량의 약 1~3%이며 1년에 태양질량 10−7배의 물질이 중심별에 강착된다. 이 때 보통 한 쌍의 쌍극류 제트도 공존한다. 강착은 방출선에서의 강한 플럭스(항성의 본래 광도의 100%까지 올라감), 자기장 활동, 광구 활동의 변동, 제트 등 황소자리 T형 항성의 특이한 현상들의 원인이다. 방출선은 강착된 기체가 항성의 '표면'을 실제로 때릴 때 형성되며 이는 항성의 자극 근처에서 발생한다. 제트는 강착의 부산물이며 여분의 각운동량을 가지고 나간다. 전형적인 황소자리 T형 항성 단계는 약 1천 만 년 지속된다. 중심별로의 물질강착, 행성 생성, 제트에 의한 방출, 중심별·인접 항성의 UV 복사로 인한 광증발 등으로 인해 원반은 결국 사라진다. 그 결과 젊은 항성은 약선 황소자리 T형 항성이 되며 수 억 년의 시간에 걸쳐 천천히 평범한 태양형 항성으로 진화한다.

### 원시행성계원반

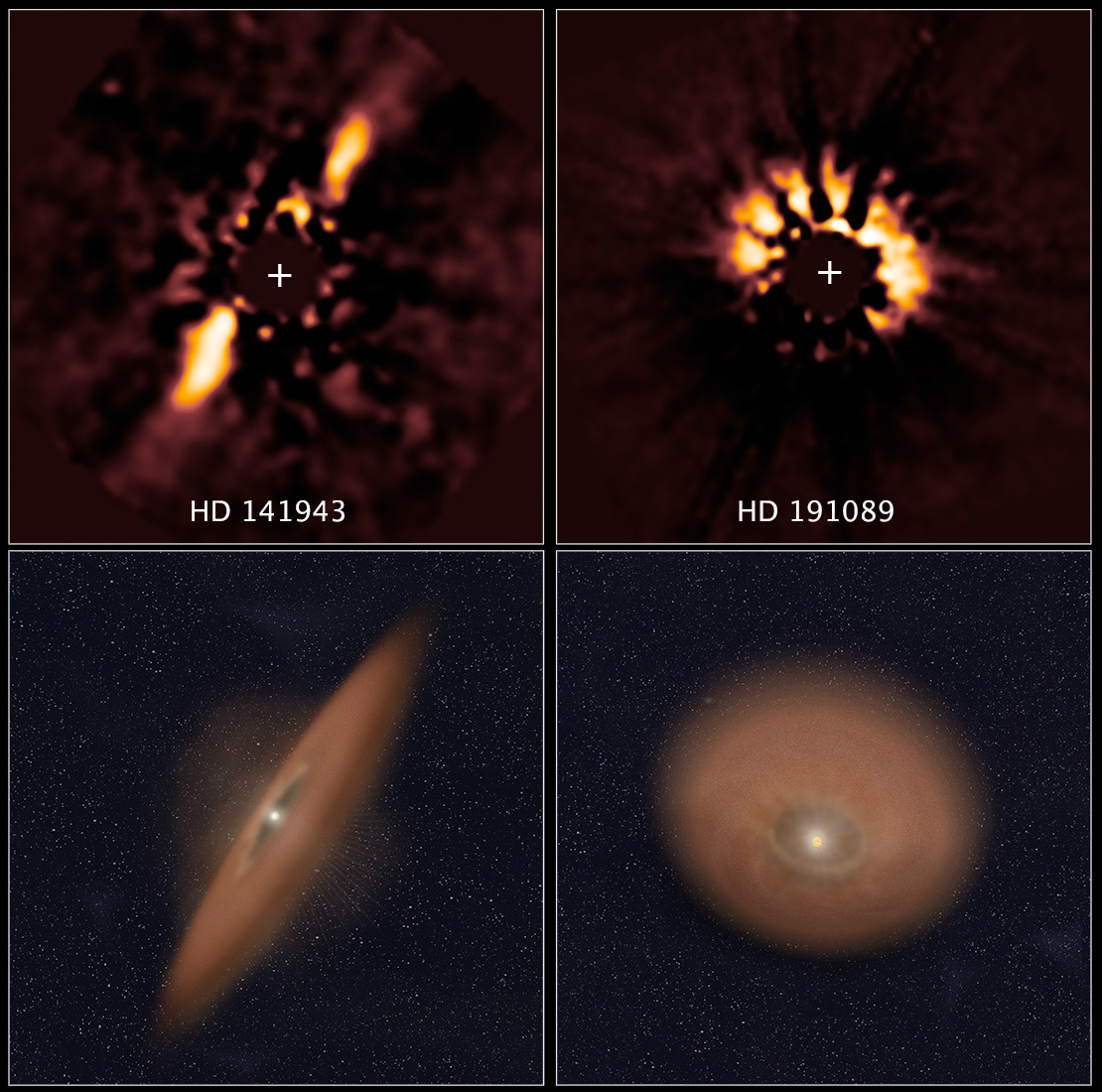
젊은 항성 HD 141943과 HD 191089 사진에서 포착한 먼지원반들. 이미징 개선 과정을 거쳤다. (허블 우주망원경, 2014년 4월 24일)

원시행성계원반으로 불리기도 하는 이 원반에서 특정 상황이 만족되면 행성계가 탄생한다. 젊은 성단에 있는 항성 주변에는 매우 높은 확률로 원시행성계원반이 관측된다. 원반은 항성이 태어날 시점부터 존재하지만 극초반 단계에서는 항성 주변에 둘리어 있는 외피(外皮)의 불투명도 때문에 눈에 보이지 않는다. 0형 원시별의 원반은 중심에 있는 원시별에 물질을 공급하는 강착원반이다. 이 원반은 질량이 크고 뜨거운 것으로 보이는데 항성으로부터 5 AU 안쪽은 400 K, 1 AU 안쪽 온도는 1000 K를 가볍게 넘어간다. 원반이 가열되는 원인은 주로 원반 내 난류의 점성소실과 성운으로부터의 가스 유입 때문이다. 안쪽 원반은 온도가 높아서 휘발성 물질(물, 유기물, 일부 광물)은 증발하며 철처럼 열에 잘 견디는 물질만이 남는다. 얼음은 원반의 바깥쪽 부분에서만 살아남을 수 있다.

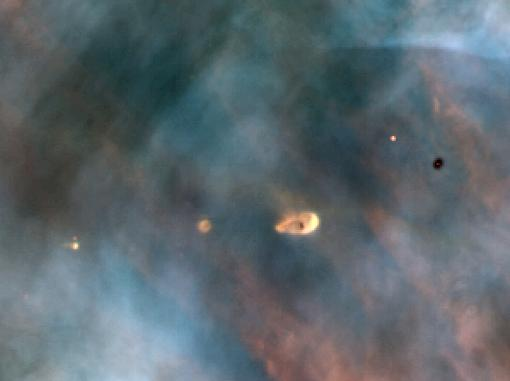
오리온 성운 안에서 원시행성계원반이 생겨나고 있는 모습.

강착원반의 물리학에서 주된 문제점은 '난류의 발생'과 '높은 유효점도의 원인이 되는 메커니즘'이다. 난류의 점성은 질량이 중심부 원시별로, 운동량이 원반 주변부로 수송되는 원인으로 보인다. 이는 강착에 반드시 필요하다. 왜냐하면 항성은 바깥쪽으로 밀려나는 일부 가스에 각운동량을 실어 보내는 방식으로 갖고 있던 각운동량 대부분을 잃어버려야 가스를 끌어당겨 자라날 수 있기 때문이다. 이 과정의 결과 원시별과 원반 반지름 둘 다 증가한다. 원반 반지름은 만약 초기 성운의 각운동량이 충분히 크면 1000 AU에 이를 수 있다. 오리온 성운처럼 다수 항성탄생영역에서 거대한 원반들이 흔하게 관측된다.
강착원반의 수명은 약 1천만 년이다. 항성이 전형적인 황소자리 T형 단계에 이르면 원반은 얇아지고 차가워진다. 휘발성이 약한 물질은 원반 중심부 근처에서 응축하기 시작하여 결정질 규산염을 포함한 0.1 ~ 1 μm 크기의 먼지입자를 생성한다. 바깥쪽 원반으로부터 물질이 이동해 오면서 이 새로 형성된 먼지입자들과 원래 있던 원소들(유기물질과 기타 휘발성 물질을 포함)을 섞을 수 있다. 이 혼합작용으로 원시 운석에 성간먼지 입자가 있거나 혜성에 내화성 물질이 섞인 것과 같이 태양계 천체들의 조성물에 나타나는 몇몇 특이성들을 설명할 수 있다.

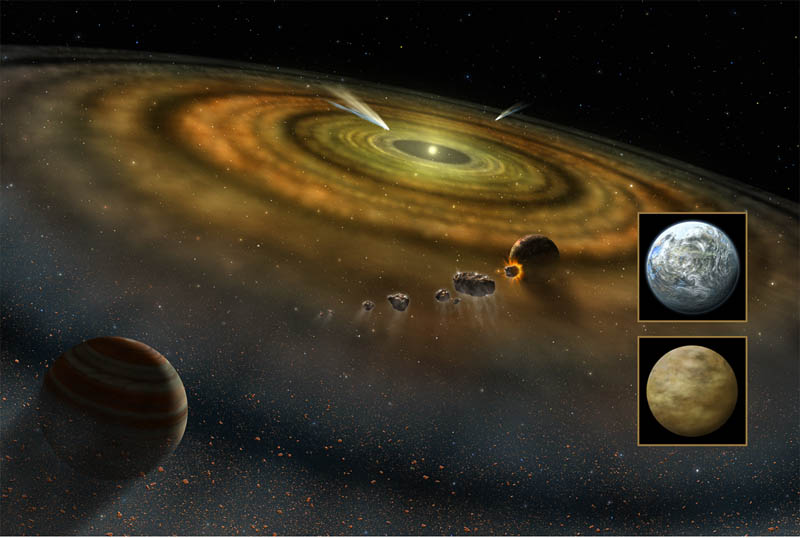
아주 젊은 A형 주계열성 화가자리 베타 주변에서 외계혜성 및 미행성과 행성이 생겨나는 모습을 표현한 상상화.

먼지입자들은 밀도 높은 원반환경에서 서로 달라붙는 경향이 있어서 좀 더 큰 수 센티미터 크기 입자들로 자라난다. 적외선 파장에서 원반 내 먼지입자의 성장과 응고 과정을 관측할 수 있다. 융합이 진척되면 지름 1 킬로미터 혹은 그 이상 크기의 미행성이 생성되며 이는 행성을 만드는 재료가 된다. 단순 접착(接着)은 먼지입자가 커질수록 비효율적으로 되기 때문에 미행성의 생성원리는 원반 물리학에서 또다른 미해결 문제이다.
이를 설명하기 위한 시도로 진스불안정에 의한 생성 가설이 있다. 수 센티미터 또는 그 이상 크기의 입자들은 원반면을 중심으로 천천히 모여든 뒤 100 km 이하 두께의 매우 얇고 밀도 높은 층을 만든다. 이 층은 중력적으로 불안정하여 수많은 덩어리로 쪼개진 뒤 붕괴하여 미행성이 된다. 그러나 기체 원반과 원반면 가까이 있는 고체물질들의 속도 차이로 난류가 만들어질 수 있다. 이 난류는 입자층이 얇아져서 중력적 불안정으로 쉽게 쪼개지는 것을 막으며 원반 특정장소에서 고체물질의 집중도가 높아져 중력이 불안정해지고 미행성이 생겨나는 것을 방해할 것이다.
미행성 형성을 설명할 수 있는 또다른 메커니즘으로 '흐름 불안정성'(streaming instability)이 있다. 입자들이 기체의 저항을 받으면 되먹임 효과가 발생하여 특정 영역의 입자 농도가 상승한다. 이렇게 농도가 짙어진 곳(집중체)은 원반 내 기체가 입자들에 가해지는 맞바람이 약해지는 영역을 만들도록 한다. 따라서 이 집중체는 더 빠르게 공전할 수 있으며 방사 흐름의 영향을 덜 받는다. 고립된 입자들이 집중체에 빨려 들어가면서 집중체의 질량은 증가한다. 최종적으로 이 집중체들은 질량 큰 필라멘트 구조가 되며 이 구조들은 다시 쪼개지고 중력에 의해 붕괴하여 대형 소행성 규모의 미행성을 만든다.
원반 자체의 중력적 불안정 때문에 행성의 탄생이 발동될 수 있다. 불안정한 중력은 원반을 여러 덩어리로 쪼개 놓는다. 쪼개진 덩어리 중 일부는 충분히 밀도가 높을 경우 붕괴할 것이며 이 붕괴로 가스행성이나 더 나아가 갈색 왜성은 1000년이라는 짧은 시간 내에 빠르게 만들어진다. 만약 이 덩어리들이 붕괴가 진척되면서 항성 가까이로 궤도를 옮길 경우 항성의 조석력 때문에 막대한 질량손실이 일어나 덩어리 일부만 남을 수 있다. 그러나 이 과정은 원반 질량이 태양질량의 30%보다 큰 곳에서만 가능하다. 이와 비교하여 전형적인 원반 질량은 태양질량의 1~3%이다. 질량이 큰 원반은 드물기 때문에 상기 행성탄생 메커니즘은 흔치 않을 것으로 보인다. 반대로 이 메커니즘은 갈색 왜성의 탄생에 중요한 역할을 담당할 수도 있다.

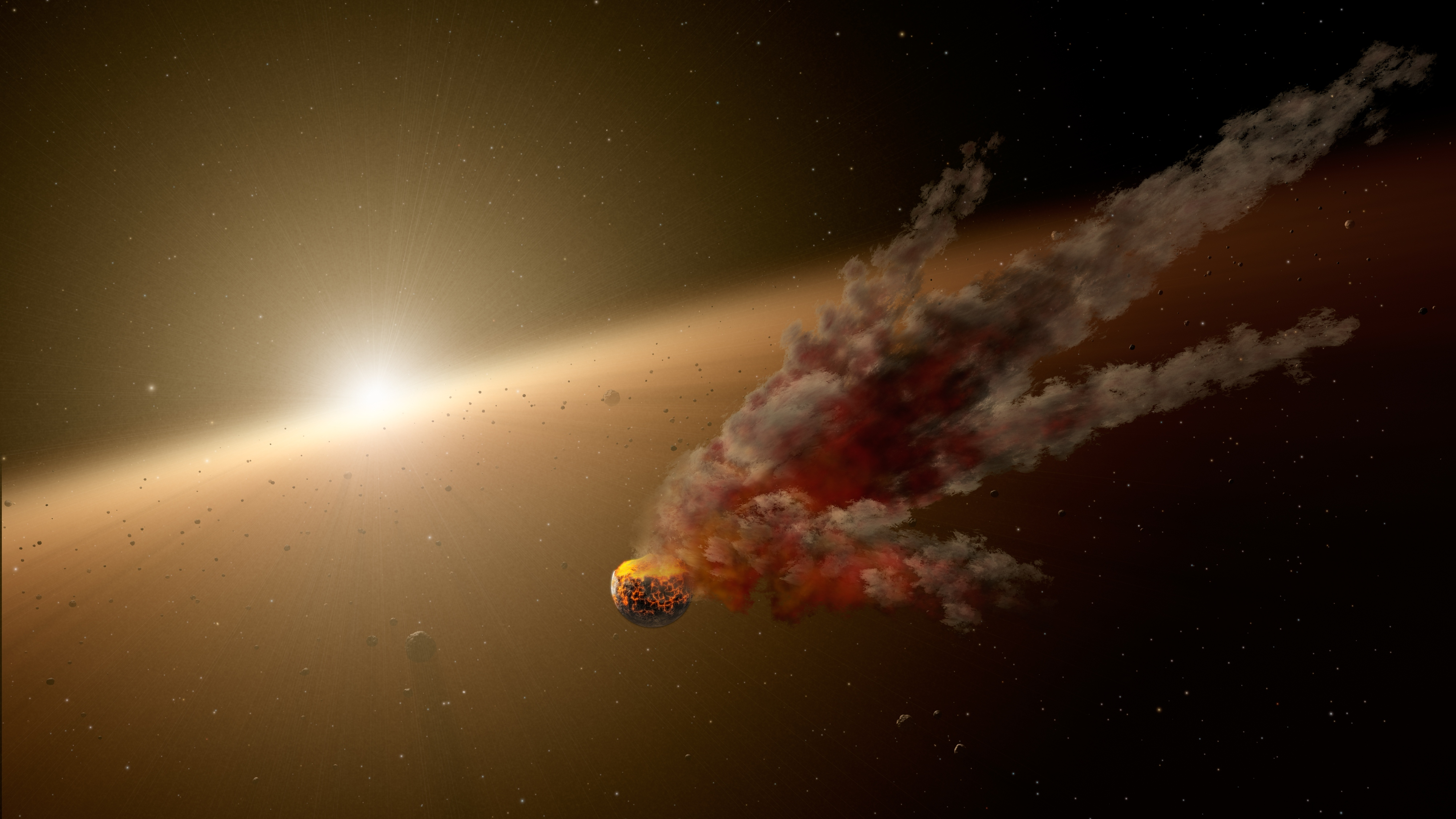
소행성 충돌로 행성이 만들어지고 있는 모습.(천체 예술가의 개념도)

원시행성계원반이 소산(消散)되는 것에 발동을 거는 메커니즘은 여러 가지가 있다. 원반 안쪽 부분 물질은 중심별에 흡수되거나 쌍극류 제트에 의해 계 밖으로 내쳐지며 원반 바깥쪽 부분은 황소자리 T형 항성 기간 중 중심별이나 근처 항성의 강력한 자외선 복사가 일으키는 광증발효과에 흩어진다. 원반 중심부의 기체는 자라나는 행성에 의해 강착되거나 내쳐지고, 작은 먼지 입자들은 중심별의 복사압에 밀려난다. 마지막에 남는 것은 행성계 또는 행성 없는 먼지원반 잔해이다. 만약 미행성이 생겨나지 못했다면 아무것도 남지 않는다.
미행성들은 수효가 매우 많고 원시행성계원반 전체에 걸쳐 퍼져 있기 때문에 일부는 행성계가 생성된 뒤에도 살아남는다. 소행성은 잔존한 미행성들끼리 마찰이 일어나 덩치가 작아진 것으로 추정되며 혜성은 행성계 바깥쪽에서 안쪽으로 들어온 미행성으로 보인다. 운석은 행성 표면에 도달한 미행성의 표본으로 태양계 탄생에 관해 엄청난 양의 정보를 제공한다. 원시형(原始形, Primitive-type) 운석은 질량이 작은 미행성이 산산조각 난 덩어리로 열적 분화가 일어나지 않았다. 반면 진행형(進行形, processed-type) 운석은 질량 큰 미행성이 산산조각난 덩어리이다.

## 행성들의 생성

### 암석행성
태양성운원반모형에 따르면 암석행성들은 원시행성계원반의 안쪽 부분에서 생겨난다. 이 곳은 동결선 안쪽으로 온도가 높아서 얼음 및 기타 물질들이 입자로 뭉쳐지지 못하며 대신 순수한 암석으로 이루어진 알갱이들이 생성되는데 이것들이 암석질 미행성으로 뭉쳐진다. 이런 조건들을 만족하는 환경은 태양 비슷한 항성의 경우 별로부터 3 ~ 4 AU 안쪽 원반 지역으로 보인다.
어떻게든 1 킬로미터 정도 되는 작은 미행성들이 생겨나면 폭주강착(runaway accretion)이 시작된다. 질량증가비가 R4~M4/3 에 비례하므로 '폭주'로 표현한다. 여기에서 R은 미행성의 반지름, M은 질량이다. 천체의 질량이 증가할수록 성장 속도가 증가하는 것은 확실하다. 이 때문에 작은 천체와 큰 천체는 그 덩치가 양극화 되는 양상을 보인다. 폭주강착은 1만 ~ 10만 년 사이 기간 동안 지속되며 제일 큰 천체들의 지름이 대략 1000 km를 넘어가면 끝난다. 남아 있는 미행성들에 대해 커다란 천체들이 중력으로 교란을 일으키면 강착은 느려진다. 거기에 커다란 천체들은 작은 천체들이 더 자라나는 것을 멈추게 만든다.
다음 단계는 과두강착(oligarchic accretion)으로 불린다. 이 단계는 과두천체(oligarch)로 불리는 커다란 천체들 수백 개가 일대를 압도하는 것으로 특징지을 수 있으며 이들은 천천히 미행성들을 흡수한다. 이 단계에서는 오직 과두천체들만이 덩치를 불릴 수 있으며 과두천체의 기하학적 횡단면으로부터 계산한 강착비율은 R2에 비례한다. 이 강착비는 M−1/3에 비례하는데 이는 천체의 질량이 증가하면 강착 속도가 감소함을 뜻한다. 이 때문에 작은 과두천체가 성장하여 큰 천체를 따라잡는 게 가능해진다. 남아 있는 미행성들의 영향 때문에 과두천체들은 대략 10·Hr[Hr=a(1-e)(M/3Ms)1/3은 힐 반지름이다. 여기에서 a는 긴반지름, e는 궤도 이심률, Ms는 중심별의 질량이다.]만큼 서로 떨어져 있다. 이들의 궤도 이심률과 경사각은 작게 유지된다. 과두천체들은 주변 원반에 있던 미행성들이 고갈될 때까지 강착을 계속한다. 가끔은 인접한 과두천체끼리 합쳐지기도 한다. 어떤 과두천체의 최종질량은 항성으로부터의 거리, 미행성들의 표면밀도에 달려 있고 이를 '고립 질량'(isolation mass)으로 부른다. 암석행성의 경우 고립 질량은 최대 지구의 10% 또는 화성 질량 정도이다. 과두단계의 마지막에 대략 달질량 100배 ~ 화성질량 정도 나가는 행성 배아들은 약 10·Hr의 일정한 간격을 두고 공간을 차지한다. 이들은 원반 안쪽의 '틈'을 따라 돌며, 잔존 미행성으로 이루어진 띠들이 과두행성들을 서로 떨어뜨려 놓는다. 이 단계는 수십만 년 정도 지속될 것이다.
암석행성 탄생의 마지막 단계는 '합병 단계'이다. 남아 있는 미행성 수가 적고 행성 배아들의 질량이 커져 서로를 흔들기에 충분해지면 미행성들의 궤도는 혼란스러워진다. 이 단계 동안 행성배아들은 남아 있는 미행성들을 바깥으로 내치며 서로 충돌한다. 1천만 ~ 1억 년 동안 진행되는 이 과정의 결과 극히 적은 수의 지구 정도 크기 천체만이 살아남는다. 행성 배아들 중 궤도가 타원형인 행성은 엇갈려 충돌하지만, 비교적 원형에 가까운 행성들은 그렇지 않고 살아남는 데 유리하기 때문이다. 모의실험에서 살아남는 행성의 수는 평균 2개에서 5개로 나왔다. 태양계의 경우 지구와 금성이 이 생존자의 예시이다. 두 행성의 형성에 대략 총 10~20개 행성배아 합병이 필요했으며 동시에 이와 비슷한 수의 배아가 태양계 밖으로 내쳐져 날아갔다. 소행성대에서 온 배아 행성 중 일부는 지구에 물을 가지고 온 것으로 추측된다. 화성과 수성은 앞의 경쟁에서 살아남은 잔류 행성배아로 추정할 수 있다. 운좋게 살아남아 덩치를 키울 수 있었던 암석 행성들은 궁극적으로는 어느 정도 안정된 궤도에 정착하는데 이들은 왜 행성계가 일반적으로 한계점까지 쭈그러드는지 또는 왜 행성계가 항상 불안정한 상태에 처해 있는 것처럼 보이는지를 알려준다.

### 가스행성

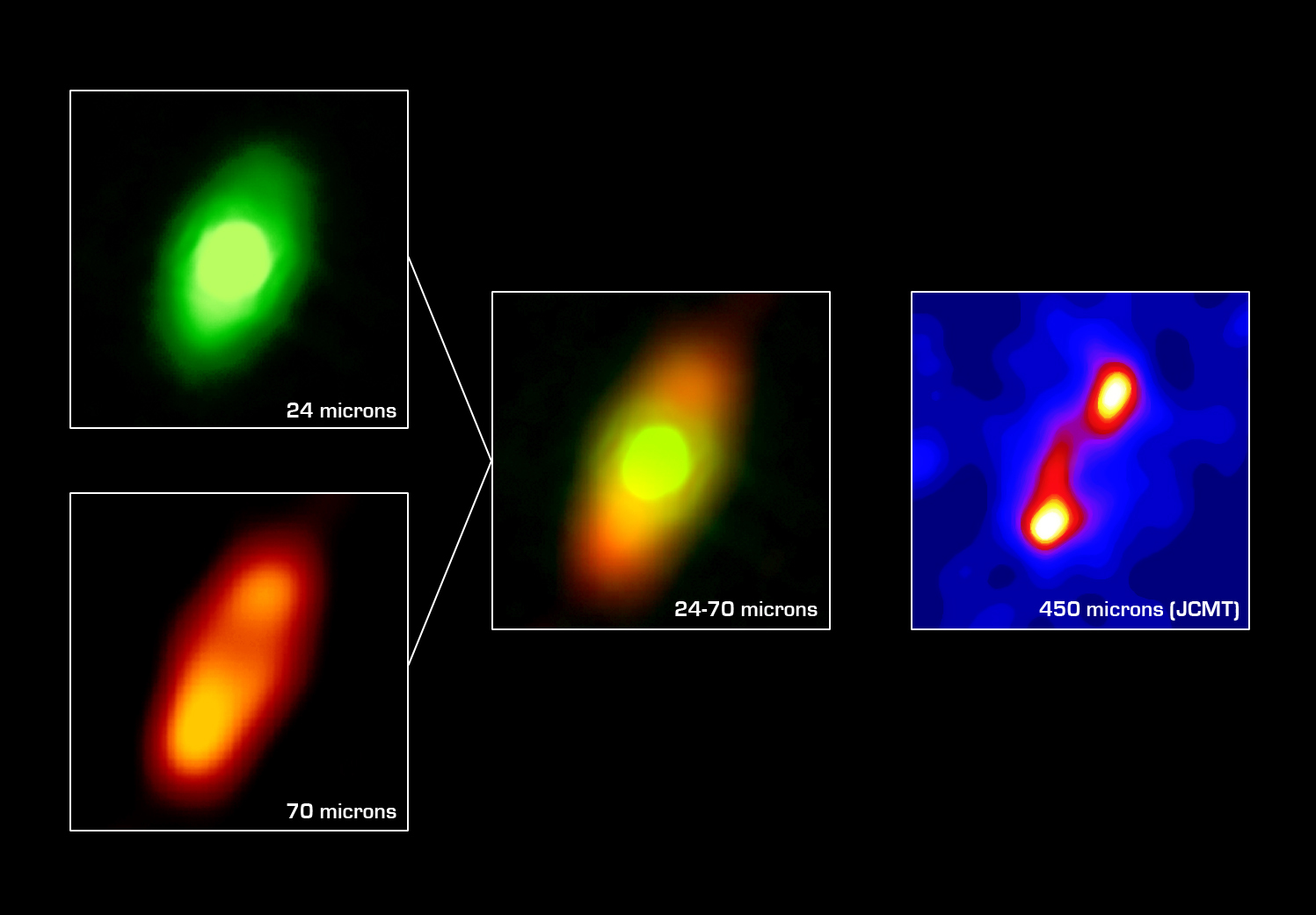
남쪽물고기자리에서 가장 밝은 별 포말하우트 주변의 먼지 원반. 가스 행성 하나(혹은 여러 개) 때문에 원반 모양이 대칭적이지 않은 것으로 추측하고 있다.

가스행성이 어떻게 생겨나는가는 행성과학에서 아직 해결되지 않은 문젯거리이다. 태양성운모형의 체계 안에서 가스 행성의 생성에 관해 두 가지 이론이 존재한다. 첫 번째는 '원반 불안정 모형'이다. 이 이론에서 가스행성들은 질량 큰 원시행성계원반 물질이 중력적으로 분열한 결과 태어난다. 두 번째 가능성은 '핵 강착 모형' 또는 '핵 불안정 모형'이다. 두 시나리오 중 후자가 유력해 보이는데 그 이유는 상대적으로 작은 질량(태양 질량의 10% 미만)의 원반에서 가스행성이 태어나는 것을 설명할 수 있기 때문이다. 이 모형에서 가스행성 생성은 두 단계로 나뉜다. 1. 대략 지구질량 10배 정도의 중심핵이 뭉쳐친다. 2. 원시행성계원반으로부터 가스가 강착된다. 두 이론은 갈색 왜성의 형성 과정도 설명할 수 있다. 2011년 기준 연구결과를 보면 핵 강착 모형이 행성 생성 메커니즘의 주류인 것으로 보인다.
가스행성의 중심핵 생성은 대체로 암석행성 생성과 비슷한 시기에 진행되는 것으로 보인다. 중심핵은 처음 미행성 단계에서는 폭주성장을 하다가 두 번째 과두 단계(oligarchic stage)에서 성장속도가 느려진다. 항성으로부터 먼 곳에서는 행성배아끼리의 충돌 가능성이 낮기 때문에 가설상 지구형 행성과 같은 병합 단계는 없었으리라 예측하고 있다. 추가적인 차이는 소위 동결선 너머에서 가스행성이 생겨나는 경우 미행성의 조성물이 주로 얼음(얼음 대 암석 비율이 대략 4대 1)으로 이루어져 있다는 것이다. 이 비율은 미행성의 질량을 네 배 불려준다. 그러나 지구형 행성이 탄생 가능한 최소질량의 원시행성계원반은 목성 정도의 거리(5 AU)에서 1천만 년 동안 지구 질량의 1~2배 정도 핵만을 만들 수 있다. 여기에서 1천만 년은 태양 비슷한 항성 주변에 가스원반이 유지되는 평균 시간을 뜻한다. 여기에 대한 설명으로 원반 질량이 기존 가설보다 10배 컸고 배아 행성이 궤도를 변경하여 보다 많은 미행성을 강착했고 마지막으로 배아 행성의 기체 외피가 주변 기체를 끌어당겨 강착 속도가 빨라졌다는 것 등이 있다. 위에 언급한 가설들을 조합하여 보통은 목성, 혹은 토성의 중심핵 형성까지 설명할 수 있을 것이다. 천왕성과 해왕성과 같은 행성들의 형성 과정은 더욱 불확실한 점이 많은데 어떤 이론도 중심별로부터 20~30 AU 떨어진 두 행성의 현재 위치에서 중심핵이 생겨나는 원리를 설명하고 있지 못하기 때문이다. 이를 설명하기 위한 가설 중 하나로 두 행성은 처음에 목성-토성 영역에서 강착되었으나 중력에 의해 밀려나 현재 위치로 이동했다는 것이 있다. 다른 가능성 있는 가설로 가스행성의 핵은 자갈강착(pebble accretion) 단계를 거쳐 성장했다는 것이 있다. 자갈장착에서 지름 1cm ~ 1m 물체들은 무거운 천체 표면으로 추락할 때 기체의 저항 때문에 속도가 느려지고 나선을 그리면서 다가간 뒤 표면에 강착된다. 자갈강착 방식의 성장속도는 미행성 강착에 의한 성장보다 1000배 더 빠를 것이다.
일단 질량이 충분하다면(지구 질량의 5~10배) 중심핵은 주변 원반으로부터 기체를 끌어당기기 시작한다. 처음에는 수백만 년에 걸쳐 지구 질량의 30배 정도까지 질량증가가 느리게 진행된다. 그 후 강착속도는 극적으로 증가하여 나머지 90% 질량은 약 1만 년만에 축적된다. 행성이 물질을 흡수한 곳을 따라 원반에 '밀도 낮은 틈'이 생겨나고 원반이 해체되면서 강착 속도는 서서히 줄어든다. 원반에 있던 물질이 모두 고갈되면 기체 강착은 멈춘다. 이 모형에서 천왕성이나 해왕성과 같은 얼음 가스행성은 거의 모든 기체가 이미 사라진 뒤 강착이 너무 늦게 시작된 '실패한 중심핵'이다. 폭주강착 이후 단계에서 새로 생겨난 가스행성들은 궤도를 변경하여 이동하며 강착 속도는 느려진다. 행성이동은 원반의 틈에 있는 행성과 남아 있는 원반과의 상호작용 때문에 발생한다. 행성이동은 원시행성계원반이 사라지거나 행성이 원반의 끝에 다다랐을 때 멈춘다. 후자의 경우를 이른바 '뜨거운 목성'이라고 하는데 이들은 원시행성계원반의 안쪽 공백지대까지 궤도를 옮긴 후 이동을 멈춘 것으로 보인다.

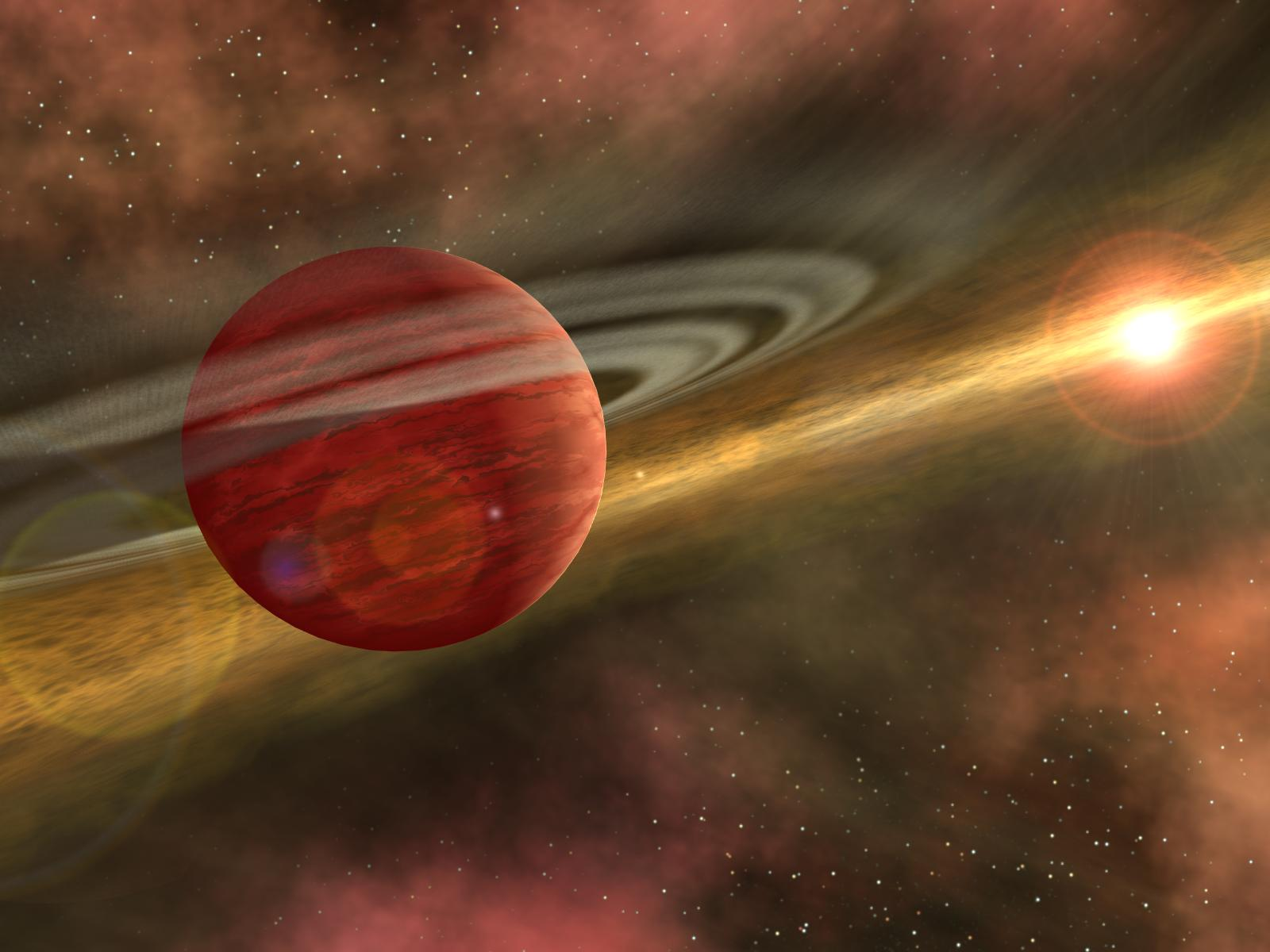
행성 하나가 먼지투성이 원반 내 '먼지가 걷히는' 틈 사이를 따라 중심별을 공전하고 있다. (천체예술가의 개념도)

가스행성은 지구형 행성의 생성에 막대한 영향을 끼칠 수 있다. 가스행성의 존재는 암석행성 영역(태양계의 경우 태양으로부터 4 AU 안쪽)에 있는 미행성 및 행성배아들의 이심률과 경사각을 증가시키는 경향이 있다.(코자이 메커니즘) 만약 가스행성들이 너무 일찍 생겨난다면 이들은 내행성이 자라나는 속도를 느리게 하거나 혹은 성장 자체를 불가능하게 만들 수 있다. 반면에 우리 태양계의 경우처럼 가스행성이 과두강착 단계의 마지막 시기에 생겨난다면 이들은 행성배아들끼리 보다 격렬하게 병합하게 만들고 그 결과 암석 행성의 수는 줄어들고 질량은 보다 커진다. 덧붙여 행성계의 크기는 쭈그러드는데 그 이유는 암석행성들이 중심별에 보다 가까운 곳에서 태어날 것이기 때문이다. 태양계에서 가스행성들(특히 목성)의 영향력은 제한적이었던 것으로 보이는데 그 이유는 이들이 지구형 행성들로부터 상대적으로 멀리 떨어져 있었기 때문으로 보인다.
행성계에서 가스행성과 가까운 영역은 지구형 행성 지대와는 다른 방식으로 영향을 받을 것이다. 이런 장소에서 행성배아들의 궤도 이심률은 매우 커져서 가스행성 가까이를 지나가게 되며 이 때문에 배아들은 행성계에서 내쳐질 것이다. 행성배아가 모두 제거되면 이 영역에서 행성은 더 이상 생겨나지 않는다. 이후에도 막대한 수의 미행성이 살아 남는데 이는 가스행성들은 행성배아의 도움 없이 미행성들을 모두 청소할 수 없기 때문이다. 생존한 미행성들의 총질량은 미미한 수준인데 그 이유는 내쳐지기 전의 행성배아들과 가스행성들의 누적된 움직임은 작은 천체들 99%를 제거하기에 충분할 정도로 여전히 강력하기 때문이다. 이 영역은 종국적으로 태양으로부터 2~4 AU에 위치한 소행성대와 아주 흡사한 모양으로 진화할 것이다.

## 강착의 뜻
단어 '강착'은 원시행성계원반의 진화에서 두 가지 의미로 쓰이므로 구별할 필요가 있다. 첫 번째는 원시행성계원반의 중심별에 물질이 떨어지는 것을 의미하는 것이다. 젊은 황소자리 T형 원시별이 수축하는 동안 가스가 원반의 안쪽 경계에서 항성 표면으로 떨어지기 때문에 원시행성계원반을 가끔 강착원반으로 바꿔 부를 때가 있다. 이 강착원반에서는 원반 바깥쪽에서 안쪽으로 질량의 진류량(眞流量, net flux of mass)이 발생한다.
두 번째는 행성이 생성되는 과정을 표현할 때이다. 이 경우 강착의 의미는 '원시행성계원반 내 원시별을 도는 냉각되고 고체화 된 먼지와 얼음의 입자들이 서로 부딪치고 달라붙어 점점 자라나고 크게는 미행성끼리 고에너지 충돌을 일으키는 것'을 뜻한다.
가스행성들은 태어난 후 첫 번째 의미에서 한때 자신만의 강착원반을 가졌을 것이다. 원시 가스행성의 중력에 붙잡힌 수소와 헬륨 기체 구름은 응축하고 회전 속도가 빨라지면서 평평해진 뒤 행성 표면에 물질을 떨어뜨렸다. 동시에 원반 내 고체 물질들은 가스행성의 거대 위성들로 자라났을 것이다.

### 내용주
1. ↑  비교 예시로 지구의 해수면에서 입자수밀도는 2.8×1019 cm−3이다.
2. ↑  황소자리 T형 항성은 태양질량 2.5배 미만의 젊은 별로 강렬한 활동수준을 보여준다. 이들은 약선(弱線) / 전형적 황소자리
 T형 항성의 두 종류로 나눌 수 있다.[39] 후자는
 강착원반이 있고 뜨거운 기체를 계속 끌어당기는데 이 때문에 스펙트럼상 뚜렷한 방출선이 나타난다. 전자는 강착원반이 없다. 전형적 황소자리 T형 항성은 약선형으로 진화한다.[40]
3. ↑  암석행성 지역의 바깥쪽 경계선 근처(태양에서 2.5~4 AU)에 있는 미행성에는 얼음이 약간 포함될 수 있다. 그러나 태양계의 소행성대와 마찬가지로 이 미행성의 대부분을 차지하는 물질은 암석이다.[59]
4. ↑  중심별이나 가스행성과 충돌하는 상황이 생길 수도 있다.

### 참조주
1. ↑  한국천문학회 편 《천문학용어집》 248쪽 좌단 1째줄
2. 1 2 3 4 5 6 7 8 9 10 11 12 13 14 15 16 17 18 19 20 21 22 23 24 25 26 27  Montmerle, Thierry; Augereau, Jean-Charles; Chaussidon, Marc;  외. (2006). “Solar System Formation and Early Evolution: the First 100 Million Years”. 《Earth, Moon, and Planets》 (Spinger) 98 (1–4): 39–95. Bibcode:2006EM&P...98...39M. doi:10.1007/s11038-006-9087-5.
3. 1 2 3 4 5 6 7 8  Woolfson, M.M. (1993). “Solar System – its origin and evolution”. 《Q. J. R. Astr. Soc.》 34: 1–20. Bibcode:1993QJRAS..34....1W. For details of Kant's position, see Stephen Palmquist, "Kant's Cosmogony Re-Evaluated", Studies in History and Philosophy of Science 18:3 (September 1987), pp.255-269.
4. ↑  Swedenborg, Emanuel (1734). 《(Principia) Latin: Opera Philosophica et Mineralia (English: Philosophical and Mineralogical Works)》 I.
5. ↑  “Baker, Gregory L. "Emanuel Swenborg – an 18th century cosomologist"” (PDF). 2011년 7월 28일에 원본 문서 (PDF)에서 보존된 문서. 2021년 9월 11일에 확인함.
6. ↑  George H. A. Cole (2013). Planetary Science: The Science of Planets around Stars, Second Edition, Michael M. Woolfson, p. 190
7. ↑  Brester, David (1876), "More Worlds Than One: The Creed of the Philosopher and the Hope of the Christian", Chatto and Windus, Piccadilly, p. 153
8. ↑  As quoted by David Brewster, "More worlds than one : the creed of the philosopher and the hope of the Christian", Fixed stars and binary systems. p. 233
9. ↑  Henbest, Nigel (1991). “Birth of the planets: The Earth and its fellow planets may be survivors from a time when planets ricocheted around the Sun like ball bearings on a pinball table”. New Scientist. 2013년 7월 7일에 원본 문서에서 보존된 문서. 2008년 4월 18일에 확인함.
10. ↑  Safronov, Viktor Sergeevich (1972). 《Evolution of the Protoplanetary Cloud and Formation of the Earth and the Planets》. Israel Program for Scientific Translations. ISBN 0-7065-1225-1.
11. ↑  Wetherill, George W. (1989). “Leonard Medal Citation for Victor Sergeevich Safronov”. 《Meteoritics》 24 (4): 347. Bibcode:1989Metic..24..347W. doi:10.1111/j.1945-5100.1989.tb00700.x.
12. ↑  
Schneider, Jean (2011년 9월 10일). “Interactive Extra-solar Planets Catalog”. 《The Extrasolar Planets Encyclopedia》. 2011년 9월 10일에 확인함.
13. 1 2 3 4 5 6 7 8  Andre, Philippe; Montmerle, Thierry (1994). “From T Tauri stars protostars: circumstellar material and young stellar objects in the ρ Ophiuchi cloud”. 《The Astrophysical Journal》 420: 837–862. Bibcode:1994ApJ...420..837A. doi:10.1086/173608.
14. 1 2 3 4 5  Haisch, Karl E.; Lada, Elizabeth A.; Lada, Charles J. (2001). “Disk frequencies and lifetimes in young clusters”. 《The Astrophysical Journal》 553 (2): L153–L156. arXiv:astro-ph/0104347. Bibcode:2001ApJ...553L.153H. doi:10.1086/320685.
15. 1 2  Padgett, Deborah L.; Brandner, Wolfgang; Stapelfeldt, Karl L.;  외. (1999). “Hubble space telescope/nicmos imaging of disks and envelopes around very young stars”. 《The Astronomical Journal》 117 (3): 1490–1504. arXiv:astro-ph/9902101. Bibcode:1999AJ....117.1490P. doi:10.1086/300781.
16. 1 2 3  Kessler-Silacci, Jacqueline; Augereau, Jean-Charles; Dullemond, Cornelis P.;  외. (2006). “c2d SPITZER IRS spectra of disks around T Tauri stars. I. Silicate emission and grain growth”. 《The Astrophysical Journal》 639 (3): 275–291. arXiv:astro-ph/0511092. Bibcode:2006ApJ...639..275K. doi:10.1086/499330.
17. 1 2 3 4 5 6 7 8 9 10 11 12 13 14 15  Kokubo, Eiichiro; Ida, Shigeru (2002). “Formation of protoplanet systems and diversity of planetary systems”. 《The Astrophysical Journal》 581 (1): 666–680. Bibcode:2002ApJ...581..666K. doi:10.1086/344105.
18. 1 2 3 4 5 6  Raymond, Sean N.; Quinn, Thomas; Lunine, Jonathan I. (2006). “High-resolution simulations of the final assembly of earth-like planets 1: terrestrial accretion and dynamics”. 《Icarus》 183 (2): 265–282. arXiv:astro-ph/0510284. Bibcode:2006Icar..183..265R. doi:10.1016/j.icarus.2006.03.011.
19. 1 2 3 4 5 6  Wurchterl, G. (2004). 〈Planet Formation Towards Estimating Galactic Habitability〉.   P. Ehrenfreund;  외. 《Astrobiology:Future Perspectives》. Kluwer Academic Publishers. 67–96쪽. 2018년 6월 18일에 원본 문서에서 보존된 문서. 2017년 4월 30일에 확인함.
20. 1 2  Lynden-Bell, D.; Pringle, J. E. (1974). “The evolution of viscous discs and the origin of the nebular variables”. 《Monthly Notices of the Royal Astronomical Society》 168 (3): 603–637. Bibcode:1974MNRAS.168..603L. doi:10.1093/mnras/168.3.603.
21. ↑  Devitt, Terry (2001년 1월 31일). “What Puts The Brakes On Madly Spinning Stars?”. University of Wisconsin-Madison. 2013년 4월 9일에 확인함.
22. ↑  Dullemond, C.; Hollenbach, D.; Kamp, I.; D'Alessio, P. (2007). 〈Models of the Structure and Evolution of Protoplanetary Disks〉.   Reipurth, B.; Jewitt, D.; Keil, K. 《Protostars and Planets V》. Tucson, AZ: University of Arizona Press. 555–572쪽. arXiv:astro-ph/0602619. ISBN 978-0816526543.
23. ↑  Clarke, C. (2011). 〈The Dispersal of Disks around Young Stars〉.   Garcia, P. 《Physical Processes in Circumstellar Disks around Young Stars》. Chicago, IL: University of Chicago Press. 355–418쪽. ISBN 9780226282282.
24. 1 2 3  Youdin, Andrew N.; Shu, Frank N. (2002). “Planetesimal formation by gravitational instability”. 《The Astrophysical Journal》 580 (1): 494–505. arXiv:astro-ph/0207536. Bibcode:2002ApJ...580..494Y. doi:10.1086/343109.
25. 1 2 3 4 5  Inaba, S.; Wetherill, G.W.; Ikoma, M. (2003). “Formation of gas giant planets: core accretion models with fragmentation and planetary envelope” (PDF). 《Icarus》 166 (1): 46–62. Bibcode:2003Icar..166...46I. doi:10.1016/j.icarus.2003.08.001. 2006년 9월 12일에 원본 문서 (PDF)에서 보존된 문서. 2008년 3월 27일에 확인함.
26. ↑  Lissauer, J. J.; Hubickyj, O.; D'Angelo, G.; Bodenheimer, P. (2009). “Models of Jupiter's growth incorporating thermal and hydrodynamic constraints”. 《Icarus》 199 (2): 338–350. arXiv:0810.5186. Bibcode:2009Icar..199..338L. doi:10.1016/j.icarus.2008.10.004.
27. 1 2  Bodenheimer, P.; D'Angelo, G.; Lissauer, J. J.; Fortney, J. J.;  외. (2013). “Deuterium Burning in Massive Giant Planets and Low-mass Brown Dwarfs Formed by Core-nucleated Accretion”. 《The Astrophysical Journal》 770 (2): 120 (13 pp.). arXiv:1305.0980. Bibcode:2013ApJ...770..120B. doi:10.1088/0004-637X/770/2/120.
28. 1 2  D'Angelo, G.; Weidenschilling, S. J.; Lissauer, J. J.; Bodenheimer, P. (2014). “Growth of Jupiter: Enhancement of core accretion by a voluminous low-mass envelope”. 《Icarus》 241: 298–312. arXiv:1405.7305. Bibcode:2014Icar..241..298D. doi:10.1016/j.icarus.2014.06.029.
29. ↑  Papaloizou 2007 page 10
30. 1 2 3 4  D'Angelo, G.; Durisen, R. H.; Lissauer, J. J. (2011). 〈Giant Planet Formation〉.   S. Seager. 《Exoplanets》. University of Arizona Press, Tucson, AZ. 319–346쪽. arXiv:1006.5486. Bibcode:2010exop.book..319D.
31. 1 2 3 4  Pudritz, Ralph E. (2002). “Clustered Star Formation and the Origin of Stellar Masses”. 《Science》 295 (5552): 68–75. Bibcode:2002Sci...295...68P. doi:10.1126/science.1068298. PMID 11778037.
32. ↑  Clark, Paul C.; Bonnell, Ian A. (2005). “The onset of collapse in turbulently supported molecular clouds”. 《Mon. Not. R. Astron. Soc.》 361 (1): 2–16. Bibcode:2005MNRAS.361....2C. doi:10.1111/j.1365-2966.2005.09105.x.
33. 1 2 3 4  Motte, F.; Andre, P.; Neri, R. (1998). “The initial conditions of star formation in the ρ Ophiuchi main cloud: wide-field millimeter continuum mapping”. 《Astron. Astrophys.》 336: 150–172. Bibcode:1998A&A...336..150M.
34. 1 2 3 4 5  Stahler, Steven W.; Shu, Frank H.; Taam, Ronald E. (1980). “The evolution of protostars: II The hydrostatic core”. 《The Astrophysical Journal》 242: 226–241. Bibcode:1980ApJ...242..226S. doi:10.1086/158459.
35. 1 2 3 4 5  Nakamoto, Taishi; Nakagawa, Yushitsugu (1994). “Formation, early evolution, and gravitational stability of protoplanetary disks”. 《The Astrophysical Journal》 421: 640–650. Bibcode:1994ApJ...421..640N. doi:10.1086/173678.
36. 1 2 3 4 5 6  Yorke, Harold W.; Bodenheimer, Peter (1999). “The formation of protostellar disks. III. The influence of gravitationally induced angular momentum transport on disk structure and appearance”. 《The Astrophysical Journal》 525 (1): 330–342. Bibcode:1999ApJ...525..330Y. doi:10.1086/307867.
37. ↑  Lee, Chin-Fei; Mundy, Lee G.; Reipurth, Bo;  외. (2000). “CO outflows from young stars: confronting the jet and wind models”. 《The Astrophysical Journal》 542 (2): 925–945. Bibcode:2000ApJ...542..925L. doi:10.1086/317056.
38. 1 2  Stahler, Steven W. (1988). “Deuterium and the Stellar Birthline”. 《The Astrophysical Journal》 332: 804–825. Bibcode:1988ApJ...332..804S. doi:10.1086/166694.
39. ↑  Mohanty, Subhanjoy; Jayawardhana, Ray; Basri, Gibor (2005). “The T Tauri Phase down to Nearly Planetary Masses: Echelle Spectra of 82 Very Low Mass Stars and Brown Dwarfs”. 《The Astrophysical Journal》 626 (1): 498–522. arXiv:astro-ph/0502155. Bibcode:2005ApJ...626..498M. doi:10.1086/429794.
40. ↑  Martin, E. L.; Rebolo, R.; Magazzu, A.; Pavlenko, Ya. V. (1994). “Pre-main sequence lithium burning”. 《Astron. Astrophys.》 282: 503–517. arXiv:astro-ph/9308047. Bibcode:1994A&A...282..503M.
41. 1 2 3  Hartmann, Lee; Calvet, Nuria; Gullbring, Eric; D’Alessio, Paula (1998). “Accretion and the evolution of T Tauri disks”. 《The Astrophysical Journal》 495 (1): 385–400. Bibcode:1998ApJ...495..385H. doi:10.1086/305277.
42. 1 2  Shu, Frank H.; Shang, Hsian; Glassgold, Alfred E.; Lee, Typhoon (1997). “X-rays and Fluctuating X-Winds from Protostars”. 《Science》 277 (5331): 1475–1479. Bibcode:1997Sci...277.1475S. doi:10.1126/science.277.5331.1475.
43. 1 2  Muzerolle, James; Calvet, Nuria; Hartmann, Lee (2001). “Emission-line diagnostics of T Tauri magnetospheric accretion. II. Improved model tests and insights into accretion physics”. 《The Astrophysical Journal》 550 (2): 944–961. Bibcode:2001ApJ...550..944M. doi:10.1086/319779.
44. 1 2  Adams, Fred C.; Hollenbach, David; Laughlin, Gregory; Gorti, Uma (2004). “Photoevaporation of circumstellar disks due to external far-ultraviolet radiation in stellar aggregates”. 《The Astrophysical Journal》 611 (1): 360–379. arXiv:astro-ph/0404383. Bibcode:2004ApJ...611..360A. doi:10.1086/421989.
45. ↑  Harrington, J.D.; Villard, Ray (2014년 4월 24일). “RELEASE 14-114 Astronomical Forensics Uncover Planetary Disks in NASA's Hubble Archive”. 《NASA》. 2014년 4월 25일에 원본 문서에서 보존된 문서. 2014년 4월 25일에 확인함.
46. ↑  Megeath, S.T.; Hartmann, L.; Luhmann, K.L.; Fazio, G.G. (2005). “Spitzer/IRAC photometry of the ρ Chameleontis association”. 《The Astrophysical Journal》 634 (1): L113–L116. arXiv:astro-ph/0511314. Bibcode:2005ApJ...634L.113M. doi:10.1086/498503.
47. 1 2 3  Chick, Kenneth M.; Cassen, Patrick (1997). “Thermal processing of interstellar dust grains in the primitive solar environment”. 《The Astrophysical Journal》 477 (1): 398–409. Bibcode:1997ApJ...477..398C. doi:10.1086/303700.
48. 1 2  Klahr, H.H.; Bodenheimer, P. (2003). “Turbulence in accretion disks: vorticity generation and angular momentum transport via the global baroclinic instability”. 《The Astrophysical Journal》 582 (2): 869–892. arXiv:astro-ph/0211629. Bibcode:2003ApJ...582..869K. doi:10.1086/344743.
49. ↑  “ALMA Sheds Light on Planet-Forming Gas Streams”. 《ESO Press Release》. 2013년 1월 10일에 확인함.
50. 1 2  Michikoshi, Shugo; Inutsuka, Shu-ichiro (2006). “A two-fluid analysis of the kelvin-helmholtz instability in the dusty layer of a protoplanetary disk: a possible path toward planetesimal formation through gravitational instability”. 《The Astrophysical Journal》 641 (2): 1131–1147. Bibcode:2006ApJ...641.1131M. doi:10.1086/499799.
51. ↑  Johansen, Anders; Henning, Thomas; Klahr, Hubert (2006). “Dust Sedimentation and Self-sustained Kelvin-Helmholtz Turbulence in Protoplanetary Disk Midplanes”. 《The Astrophysical Journal》 643 (2): 1219–1232. arXiv:astro-ph/0512272. Bibcode:2006ApJ...643.1219J. doi:10.1086/502968.
52. ↑  Johansen, A.; Blum, J.; Tanaka, H.; Ormel, C.; Bizzarro, M.; Rickman, H. (2014). 〈The Multifaceted Planetesimal Formation Process〉.   Beuther, H.; Klessen, R. S.; Dullemond, C. P.; Henning, T. 《Protostars and Planets VI》. University of Arizona Press. 547–570쪽. arXiv:1402.1344. Bibcode:2014prpl.conf..547J. doi:10.2458/azu_uapress_9780816531240-ch024. ISBN 978-0-8165-3124-0.
53. ↑  Johansen, A.; Jacquet, E.; Cuzzi, J. N.; Morbidelli, A.; Gounelle, M. (2015). 〈New Paradigms For Asteroid Formation〉.   Michel, P.; DeMeo, F.; Bottke, W. 《Asteroids IV》. Space Science Series. University of Arizona Press. 471쪽. arXiv:1505.02941. Bibcode:2015arXiv150502941J. ISBN 978-0-8165-3213-1.
54. 1 2  Boss, Alan P. (2003). “Rapid formation of outer giant planets by disk instability”. 《The Astrophysical Journal》 599 (1): 577–581. Bibcode:2003ApJ...599..577B. doi:10.1086/379163.
55. ↑  Nayakshin, Sergie (2010). “Formation of planets by tidal downsizing of giant planet embryos”. 《Monthly Notices of the Royal Astronomical Society Letters》 408 (1): L36–l40. arXiv:1007.4159. Bibcode:2010MNRAS.408L..36N. doi:10.1111/j.1745-3933.2010.00923.x.[깨진 링크(과거 내용 찾기)]
56. ↑  Stamatellos, Dimitris; Hubber, David A.; Whitworth, Anthony P. (2007). “Brown dwarf formation by gravitational fragmentation of massive, extended protostellar discs”. 《Monthly Notices of the Royal Astronomical Society Letters》 382 (1): L30–L34. arXiv:0708.2827. Bibcode:2007MNRAS.382L..30S. doi:10.1111/j.1745-3933.2007.00383.x.
57. ↑  Font, Andreea S.; McCarthy, Ian G.; Johnstone, Doug; Ballantyne, David R. (2004). “Photoevaporation of circumstellar disks around young stars”. 《The Astrophysical Journal》 607 (2): 890–903. arXiv:astro-ph/0402241. Bibcode:2004ApJ...607..890F. doi:10.1086/383518.
58. 1 2 3 4 5 6 7 8 9  Bottke, William F.; Durda, Daniel D.; Nesvorny, David;  외. (2005). “Linking the collisional history of the main asteroid belt to its dynamical excitation and depletion” (PDF). 《Icarus》 179 (1): 63–94. Bibcode:2005Icar..179...63B. doi:10.1016/j.icarus.2005.05.017.
59. 1 2 3 4  Raymond, Sean N.; Quinn, Thomas; Lunine, Jonathan I. (2007). “High-resolution simulations of the final assembly of Earth-like planets 2: water delivery and planetary habitability”. 《Astrobiology》 7 (1): 66–84. arXiv:astro-ph/0510285. Bibcode:2007AsBio...7...66R. doi:10.1089/ast.2006.06-0126. PMID 17407404.
60. 1 2 3 4 5 6 7 8 9  Thommes, E.W.; Duncan, M.J.; Levison, H.F. (2003). “Oligarchic growth of giant planets”. 《Icarus》 161 (2): 431–455. arXiv:astro-ph/0303269. Bibcode:2003Icar..161..431T. doi:10.1016/S0019-1035(02)00043-X.
61. ↑  칼 세이건. 《코스모스》 특별판. 사이언스북스. 181쪽. ISBN 978-89-8371-189-2.
62. 1 2 3 4 5 6  Petit, Jean-Marc; Morbidelli, Alessandro (2001). “The Primordial Excitation and Clearing of the Asteroid Belt” (PDF). 《Icarus》 153 (2): 338–347. Bibcode:2001Icar..153..338P. doi:10.1006/icar.2001.6702. 2007년 2월 21일에 원본 문서 (PDF)에서 보존된 문서. 2017년 4월 30일에 확인함.
63. 1 2  Janson, M.; Bonavita, M.; Klahr, H.; Lafreniere, D.;  외. (2011). “High-contrast Imaging Search for Planets and Brown Dwarfs around the Most Massive Stars in the Solar Neighborhood”. 《Astrophys. J.》 736 (89): 89. arXiv:1105.2577v1. Bibcode:2011ApJ...736...89J. doi:10.1088/0004-637x/736/2/89.
64. 1 2 3  Fortier, A.; Benvenuto, A.G. (2007). “Oligarchic planetesimal accretion and giant planet formation”. 《Astron. Astrophys.》 473 (1): 311–322. arXiv:0709.1454. Bibcode:2007A&A...473..311F. doi:10.1051/0004-6361:20066729.
65. ↑  Thommes, Edward W.; Duncan, Martin J.; Levison, Harold F. (1999). “The formation of Uranus and Neptune in the Jupiter-Saturn region of the Solar System” (PDF). 《Nature》 402 (6762): 635–638. Bibcode:1999Natur.402..635T. doi:10.1038/45185. PMID 10604469.
66. ↑  Lambrechts, M.; Johansen, A. (August 2012). “Rapid growth of gas-giant cores by pebble accretion”. 《Astronomy & Astrophysics》 544: A32. arXiv:1205.3030. Bibcode:2012A&A...544A..32L. doi:10.1051/0004-6361/201219127.
67. 1 2 3  Papaloizou, J. C. B.; Nelson, R. P.; Kley, W.;  외. (2007). 〈Disk-Planet Interactions During Planet Formation〉.   Bo Reipurth; David Jewitt; Klaus Keil. 《Protostars and Planets V》. Arizona Press. 655쪽. Bibcode:2007prpl.conf..655P.
68. 1 2  Levison, Harold F.; Agnor, Craig (2003). “The role of giant planets in terrestrial planet formation” (PDF). 《The Astronomical Journal》 125 (5): 2692–2713. Bibcode:2003AJ....125.2692L. doi:10.1086/374625.
69. ↑  D'Angelo, G.; Podolak, M. (2015). “Capture and Evolution of Planetesimals in Circumjovian Disks”. 《The Astrophysical Journal》 806 (1): 29pp. arXiv:1504.04364. Bibcode:2015ApJ...806..203D. doi:10.1088/0004-637X/806/2/203.
70. ↑  Canup, Robin M.; Ward, William R. (2002). “Formation of the Galilean Satellites: Conditions of Accretion” (PDF). 《The Astronomical Journal》 124 (6): 3404–3423. Bibcode:2002AJ....124.3404C. doi:10.1086/344684.

## 같이 보기
- 태양계의 형성과 진화
- 원시 행성계 원반